# Shinobu Ikeda
Shinobu Ikeda (Prefectura de Shizuoka, Japó, 5 de gener de 1960) és un futbolista japonès. Shinobu Ikeda va disputar un partit amb la selecció japonesa.